# Правовая помощь
Правовая (юридическая) помощь — это профессиональная деятельность юристов, направленная на содействие гражданам и юридическим лицам в решении вопросов, связанных с реализацией норм права, что выражается в предоставлении правовых (юридических) услуг.
Правовыми (юридическими) услугами являются:
- предоставление правовой информации, консультаций и разъяснений по правовым вопросам;
- составление заявлений, жалоб, процессуальных и других документов правового характера;
- осуществление представительства интересов лица в судах, других государственных органах, органах местного самоуправления, перед другими лицами;
- обеспечение защиты лица от обвинения;
- предоставление помощи в обеспечении доступа лица к вторичной правовой помощи и медиации.

## Виды правовой помощи
Правовая помощь может быть платной и бесплатной; первичной и вторичной; судебной и внесудебной; распределяться по отраслям (по уголовным, гражданским, семейным, административным делам…), по стадиям (на этапе дознания, досудебного следствия, рассмотрения дела судом), субъектом предоставления (адвокат / другой специалист в отрасли права / законный представитель / государственный орган…), субъектом права на правовую помощь и тому подобное.

## Принципы правовой помощи
Принципами правовой помощи, общими для всех её видов, можно считать:
1. верховенство права
2. законность
3. доступность
4. качественность
5. конфиденциальность
6. избежание конфликта интересов
7. гарантированное государственное финансирование бесплатной правовой помощи.

## Безвозмездная правовая помощь
Безвозмездная правовая помощь — правовая помощь, которая гарантируется государством и полностью или частично предоставляется за счет средств государственного бюджета, местных бюджетов и других источников.
Содержание права на бесплатную правовую помощь, порядок реализации этого права, основания и порядок предоставления бесплатной правовой помощи, государственные гарантии относительно предоставления бесплатной правовой помощи определяются законодательством страны.
Безвозмездная первичная правовая помощь включает такие виды правовых услуг:
1. предоставление правовой информации;
2. предоставление консультаций и разъяснений по правовым вопросам;
3. составление заявлений, жалоб и других документов правового характера (кроме документов процессуального характера);
4. предоставление помощи в обеспечении доступа лица к вторичной правовой помощи и медиации.

Безвозмездная вторичная правовая помощь включает такие виды правовых услуг:
1. защита от обвинения;
2. осуществление представительства интересов лиц, имеющих право на бесплатную вторичную правовую помощь, в судах, других государственных органах, органах местного самоуправления, перед другими лицами;
3. составление документов процессуального характера.

## Платная правовая помощь
Адвокатская деятельность по своему содержанию является независимой профессиональной деятельностью адвоката относительно осуществления защиты, представительства и предоставления других видов правовой помощи клиенту преимущественно на возмездной основе.